# 伊北高速公路
伊春－北安高速公路，简称伊北高速，中国国家高速公路网编号为G1116，是 鹤大高速的联络线之一，为原黑龙江省级高速公路 伊齐高速东段。全线位于黑龙江省境内。东起伊春市乌翠区，经绥化市庆安县、绥棱县，西至黑河市北安市。